# Matenadaran
Il Matenadaran (Մատենադարան, termine che in armeno antico sta per «biblioteca», nome ufficiale in armeno Մեսրոպ Մաշտոցի անվան հին ձեռագրերի ինստիտուտ?, Mesrop Mashtots'i anvan hin dzeṙagreri institut, "Istituto Mesrop Mashtots di manoscritti antichi") è un'istituzione culturale che custodisce una collezione di manoscritti antichi in lingua armena e in moltissime altre lingue.
Si trova a Erevan, capitale dell'Armenia, in cima a un imponente viale che porta, come la stessa biblioteca, il nome di Mesrop Mashtots, celeberrimo inventore dell'alfabeto armeno. Per via del suo patrimonio, che conta più di 17 000 manoscritti e circa 100 000 documenti di archivio, medievali e moderni, si tratta «di uno dei luoghi essenziali per l'elaborazione e la trasmissione della memoria nazionale in Armenia».

## Storia

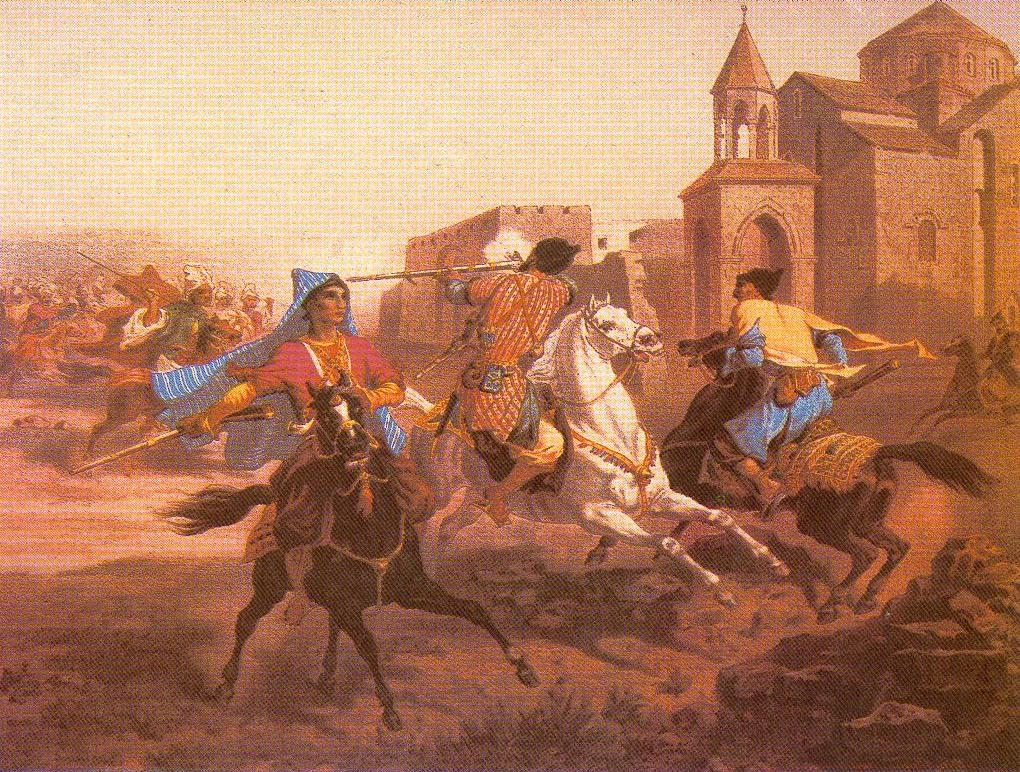
Battaglia tra Persiani e Curdi

Matenadaran, in armeno classico, è un termine polivalente, in quanto significa «biblioteca» ma qualifica anche un luogo che funge pure da scriptorium e dove, pertanto, veniva organizzata ed eseguita l'opera di trascrizione dei codici; in quanto tale, diversi monasteri armeni erano dotati di un loro matenadaran, alcuni dei quali esistono ancora, come a Haghpat o Sanahin. Lo storico antico Ghazar Parpetsi attestava l'esistenza di un simile spazio alla cattedrale di Etchmiadzin, dove trovavano custodia testi in lingua greca e armena: tranne questa eccezione, tuttavia, le fonti rimangono mute o comunque ambigue al riguardo.
La storia del Matenadaran moderno ha avvio al 405, anno in cui si diffuse l'alfabeto armeno grazie all'impulso di Mesrop, come ricorda la tradizione; Lazzaro di Pharbe attesta in ogni caso la sua esistenza già nel V secolo. L'attività del sito si intensificò in particolare dal 1441, con il trasferimento del Catholicos d'Armenia e di tutti gli armeni a Etchmiadzin. Gli attacchi alla città nel XVIII secolo, tuttavia, minarono anche il Matenadaran, saccheggiato per l'ultima volta nel 1804; egli fu in grado di riprendersi dal duro colpo solo un ventennio dopo, quando l'Armenia orientale venne annessa alla Russia. Nel 1840 viene pubblicato un primo catalogo, curato da Marie-Félicité Brosset, che enumerava 312 manoscritti; il secondo catalogo, risalente al 1863, ne contava addirittura 2 340.
Nel 1915, come risultato del genocidio armeno perpetrato dall'Impero ottomano, al Matenadaran affluirono molti manoscritti dell'Armenia occidentale (soprattutto da Vaspurakan), ma anche da Tabriz, in Persia; allo stesso tempo, le sue collezioni furono condotte a Mosca, per precauzione nei confronti dell'imperversante prima guerra mondiale, e non tornarono alla loro sede originaria se non nel 1922. Nel frattempo, il 17 dicembre 1920 il Matenadaran fu dichiarato da parte delle nuove autorità sovietiche proprietà pubblica, sorte toccata tra l'altro a tutti i beni ecclesiastici; sotto questo nuovo status, le sue collezioni crebbero con l'adduzione di nuovi manoscritti da Mosca (Istituto Lazarev di Lingue Orientali) e Tbilisi. Nel 1939 le collezioni furono trasferite da Etchmiadzin a Erevan, nella biblioteca statale Alexander Miasnikyan, per poi trovare la loro collocazione definitiva in un edificio in marmo e basalto progettato dall'architetto Mark Grigoryan e costruito tra il 1945 e il 1957, situato ai piedi di una piccola collina a nord del centro cittadino.

## Collezione
Il Matenadaran raccoglie una delle più ricche collezioni di manoscritti e documenti armena nel mondo, comprendendo anche numerosissimi codici in altre lingue (greco, latino, arabo, persiano, siriaco, ebraico, etiopico ...) per un numero totale di circa 17 000 manoscritti (16 989 al 2006) e circa 300 000 documenti d'archivio. Speciale menzione per la loro rilevanza all'interno della collezione meritano le traduzioni armene di opere ormai perse di autori antichi, come la Cronaca di Eusebio di Cesarea o il Sulla natura di Zenone di Cizio. Altri luoghi importanti che conservano manoscritti armeni sono il Monastero dei padri mechitharisti della Congregazione di San Lazzaro degli Armeni (Venezia, Italia, quattromila manoscritti), il Patriarcato armeno di Gerusalemme (Israele, quattromila manoscritti), il monastero mechitarista di Vienna (Austria, duemilaottocento manoscritti e frammenti), il monastero di Bzommar (Chiesa armena cattolica, Libano, circa mille manoscritti) e il monastero di Nuova Giulfa (Isfahan, Iran, circa mille manoscritti).
I manoscritti custoditi nel Matenadaran coprono praticamente tutti i campi dello scibile relativo alla scienza e alla cultura antica e medievale dell'Armenia: storia, geografia, filosofia, grammatica, diritto, medicina, matematica, letteratura e miniature. I suoi fondi sono composti da manoscritti, documenti d'archivio, biblioteca e periodici.

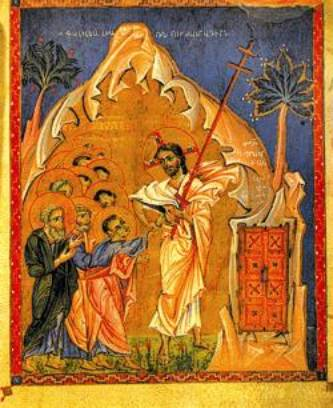
L'incredulità di San Tommaso di Toros Roslin, XIII secolo, Ms. 10675.
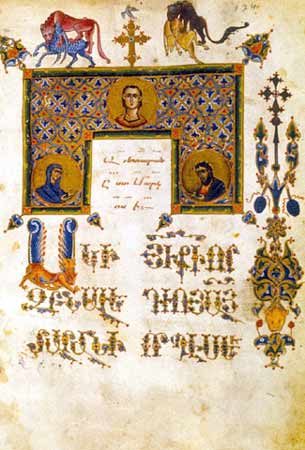
Zeytun Gospel, XIII secolo, Ms. 10450.
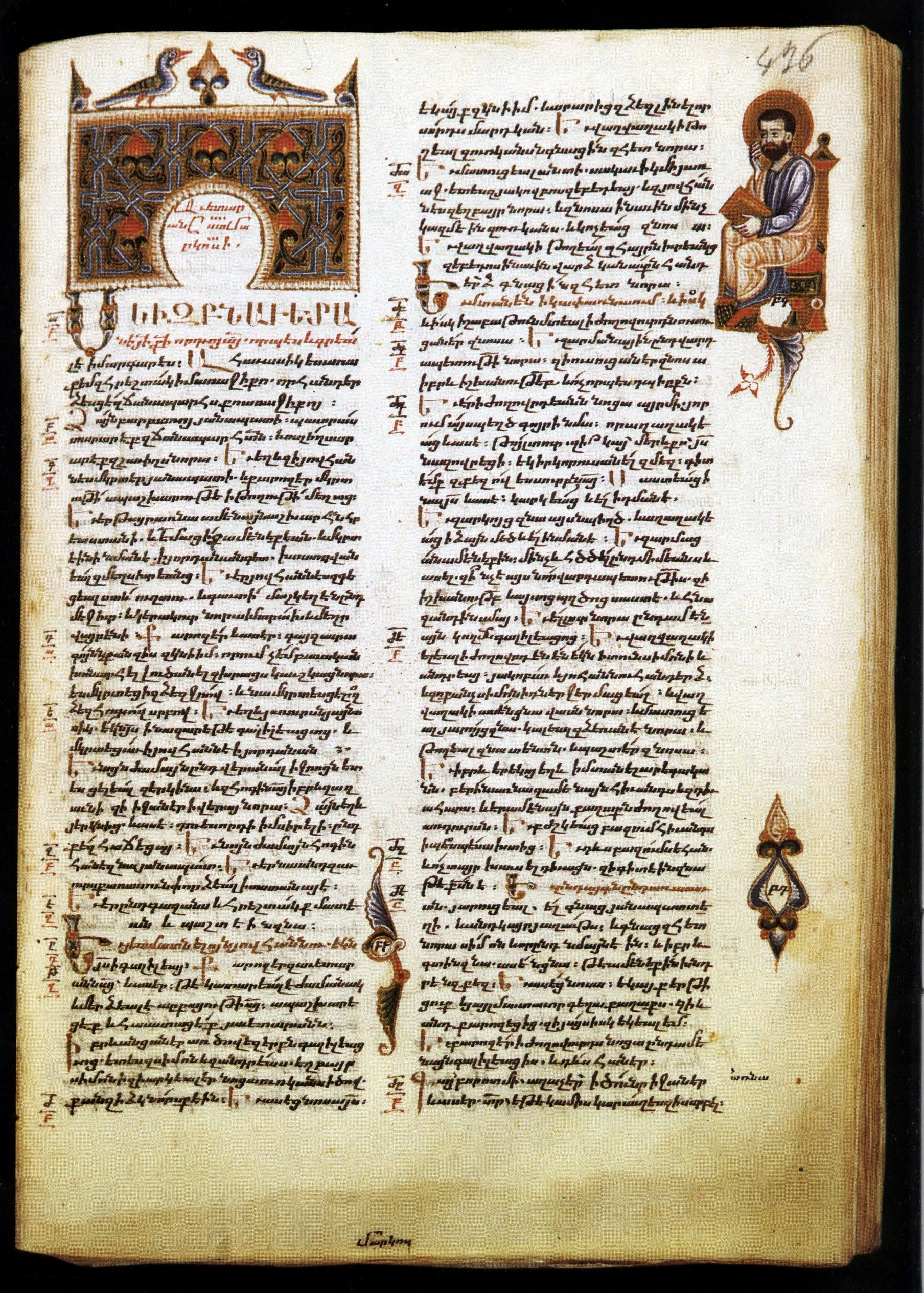
Prima pagina del vangelo di Marco, XIV secolo, Cod. 2627, fol. 436 r.

I più antichi frammenti di manoscritti risalgono al IV secolo, le più antiche miniature (quelle del Vangelo di Etchmiadzin) sono datate invece al VI secolo, mentre il più antico manoscritto è datato all'887 (Vangelo di Lazarian); il più grande manoscritto è l'Omelia del Matto (monastero dei Santi Apostoli, 1200-1202, 70,5×55 cm, 27,5 kg), laddove il più piccolo è un calendario (1434, 4×3 cm, 19 g).

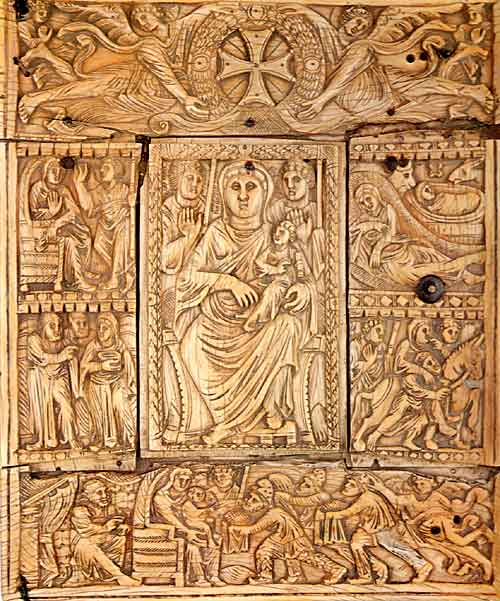
Evangeliario eburneo di Etchmiadzin, VI secolo, Ms. 2374.
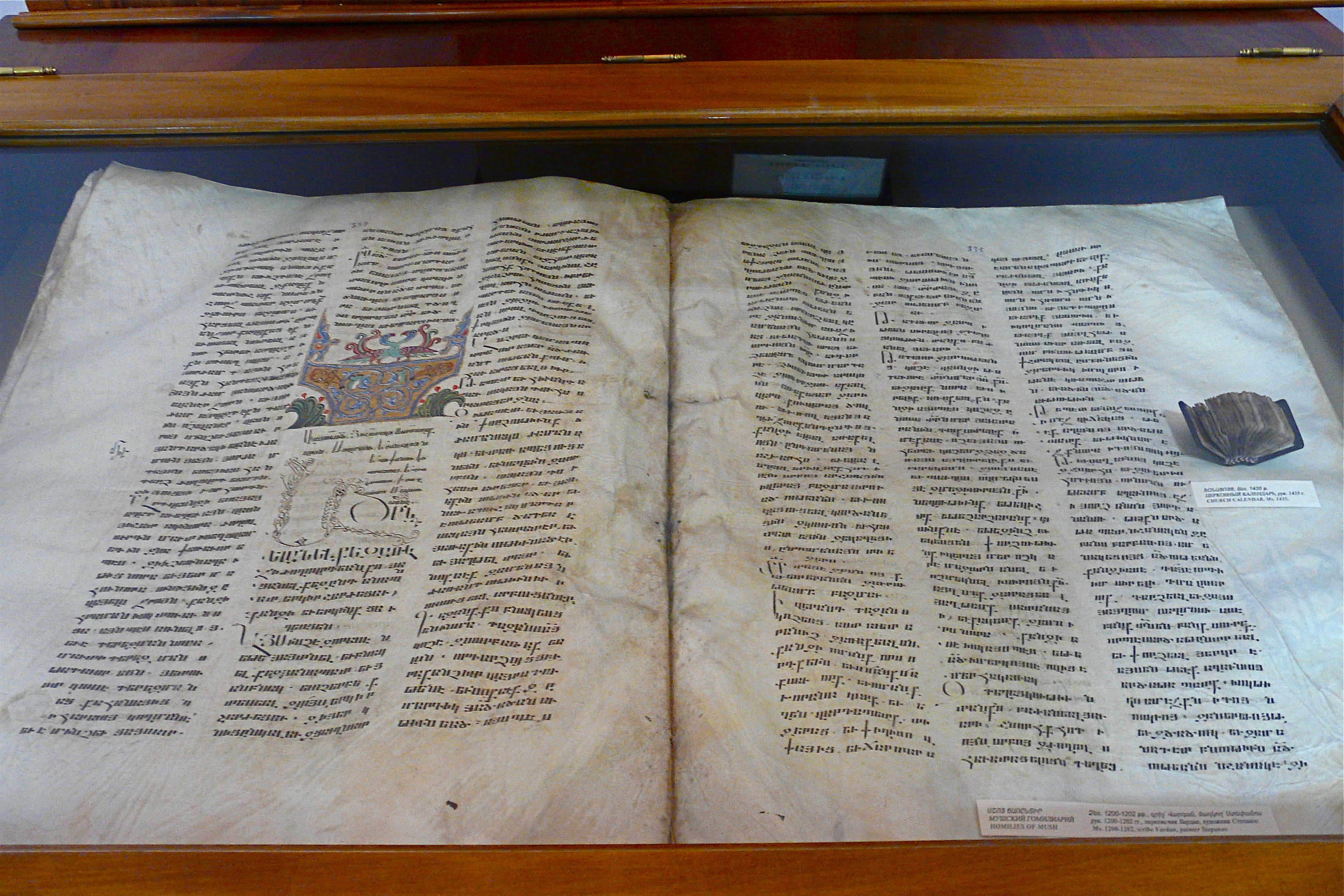
Omeliario di Mouch, (1200-1202), Ms. 7729, e calendario liturgico, XV secolo, Ms. 7728, rispettivamente il più grande e il più piccolo dei manoscritti armeni.
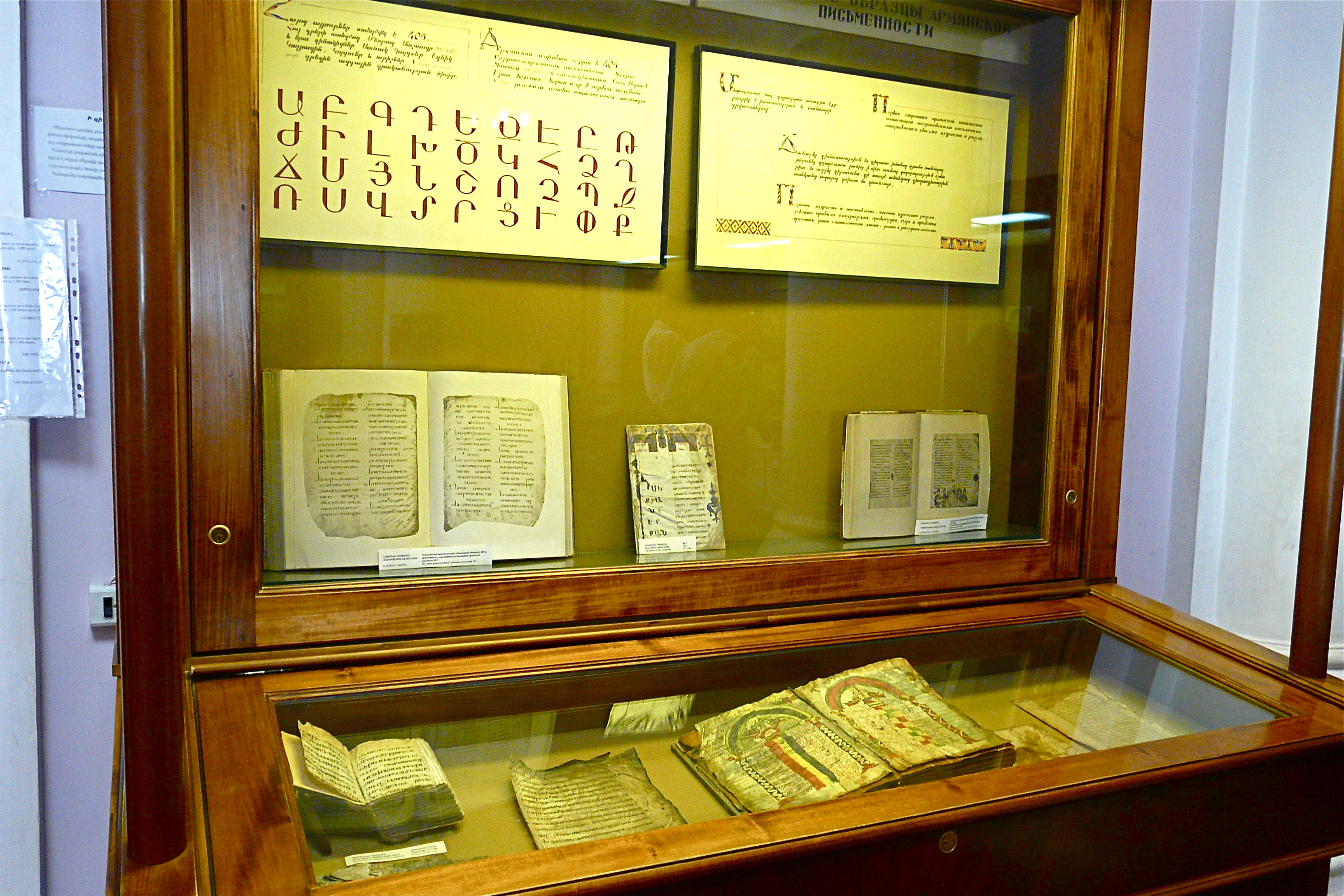
Vetrina espositiva.

Le raccolte di manoscritti antichi sono state incluse dal 1997 nel Registro Internazionale della Memoria del Mondo dell'UNESCO sotto il nome di «Collezione di manoscritti antichi del Matenadaran».

## Statuto
Proprietà pubblica, l'Istituto è secondo la legge armena un'azienda (entità che svolge funzioni ed eroga servizi ai sensi della legge) affiliata al Ministero dell'Istruzione e della Scienza; il suo attuale direttore è Hrachya Tamrazian. La sua missione principale è la raccolta, la conservazione e lo sfruttamento scientifico dei manoscritti della biblioteca del Cattolicosato di Etchmiadzin.
L'Istituto si articola in otto dipartimenti:
- fondi manoscritti: questo reparto è responsabile dei manoscritti del Matenadaran e gestisce anche una collezione di microfilm di tali manoscritti e altri, così come fotocopie, diapositive e cataloghi inediti;[20]
- archivi: questo dipartimento è responsabile della raccolta di archivi del Matenadaran, in particolare di quelli della Santa Sede di Etchmiadzin;[21]
- biblioteca: questo reparto gestisce il fondo di libri stampati del Matenadaran, che comprende soprattutto il più antico libro armeno stampato (Ourbataguik, Venezia, 1512), e il primo libro stampato in Armenia (Libro di preghiera, Etchmiadzin, 1772);[22]
- periodici: la gestione della raccolta di periodici dell'Istituto è pertinente a questo dipartimento;
- aule studio: la gestione delle due aule di studio dell'Istituto messe a disposizione dei ricercatori è responsabilità di questo dipartimento;[23]
- laboratorio di restauro e rilegatura: il laboratorio di questo dipartimento, fondato nel 1939, è responsabile della manutenzione e del restauro dei manoscritti matenadariani e di altre istituzioni;[24]
- laboratorio di alte tecnologie: questo reparto è responsabile per la digitalizzazione dei manoscritti dell'Istituto (circa seicento manoscritti trattati nel 2009) e coordina laboratori esperti per il restauro;[25][26]
- sala espositiva: le mostre (permanenti e temporanee, 50 000 visitatori all'anno) del Matenadaran sono afferenti a questo dipartimento.[27]

Il bilancio economico del Matenadaran è finanziato dal governo armeno e dalle donazioni, private o pubbliche; il Giappone ha per esempio offerto all'istituto le moderne attrezzature tecnologiche tuttora in uso.

## Sede espositiva
La sede dell'istituto è un blocco edilizio di forma cubica realizzato in basalto grigio-blu in stile neo-armeno eretto su una collina erta sull'abitato di Erevan, all'estremità settentrionale del viale Mesrop, a pochissima distanza dal monumento a Madre Armenia. È opera dell'architetto armeno Mark Grigorian e datata 1957. Una scala monumentale conduce a una statua di Mesrop, creatore dell'alfabeto armeno nel 405, e al suo discepolo Koryun in ginocchio (opera dello scalpello di Ghoukas Tchoubarian), che precede l'ingresso. Su entrambi i lati di esso, la facciata è decorata con statue di uomini armeni illustri: da sinistra a destra abbiamo Toros Roslin, Gregorio di Tatev, Anania di Shirak, Mosè di Corene, Mkhitar Gosh e Frik. L'ingresso è sormontato da una targa recante la prima frase scritta in armeno, così come riporta la tradizione:
(Libro dei Proverbi, 1:2)
I lati dell'edificio sono decorati con cippi funerari tipicamente armeni (i cosiddetti khachkar) e altre steli ornamentali. La sala principale è impreziosita con un mosaico di Hovhannes Khachatryan raffigurante la battaglia di Avarayr (451), e la scala principale di un affresco trittico dallo stesso artista che rappresenta il periodo di Urartu, la creazione dell'alfabeto e i precursori, in particolare ellenistici, dei Mashtot. Il piano principale contiene una sala da pranzo con mappe decorate dell'Armenia e altri documenti, una sala lettura e altre sale espositive dove sono esibiti molti manoscritti appartenenti alla collezione. Il Matenadaran è aperto dal martedì al sabato, dalle 10:00 alle 16.
Oltre a questi spazi pubblici, l'Istituto comprende anche sale di conservazione; nella parte posteriore dell'edificio principale, un riparo atomico fu scavato nella collina, ma le infiltrazioni dalle acque sotterranee lo resero inutilizzabile. Alla fine degli anni ottanta del XX secolo è stato avviato un progetto di costruzione di una dépendance, ma le difficoltà di finanziamento e il terremoto del 7 dicembre 1988 hanno ritardato il completamento del progetto. Con una superficie di 12.100 m2, l'Istituto è il più grande centro internazionale per l'Armenologia e gli studi medievali del mondo. La posa della prima pietra dell'edificio ha avuto luogo il 14 maggio 200938 e l'inaugurazione il 20 settembre 2011.

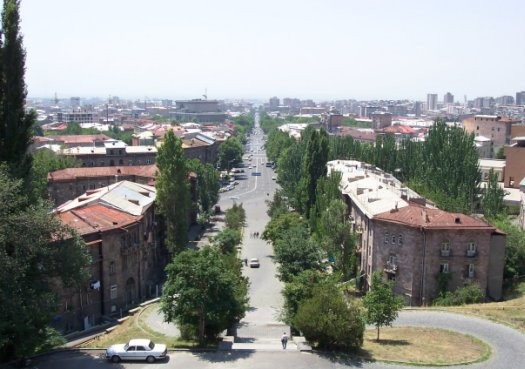
Avenue Mesrop Machtots vista dal Matenadaran.
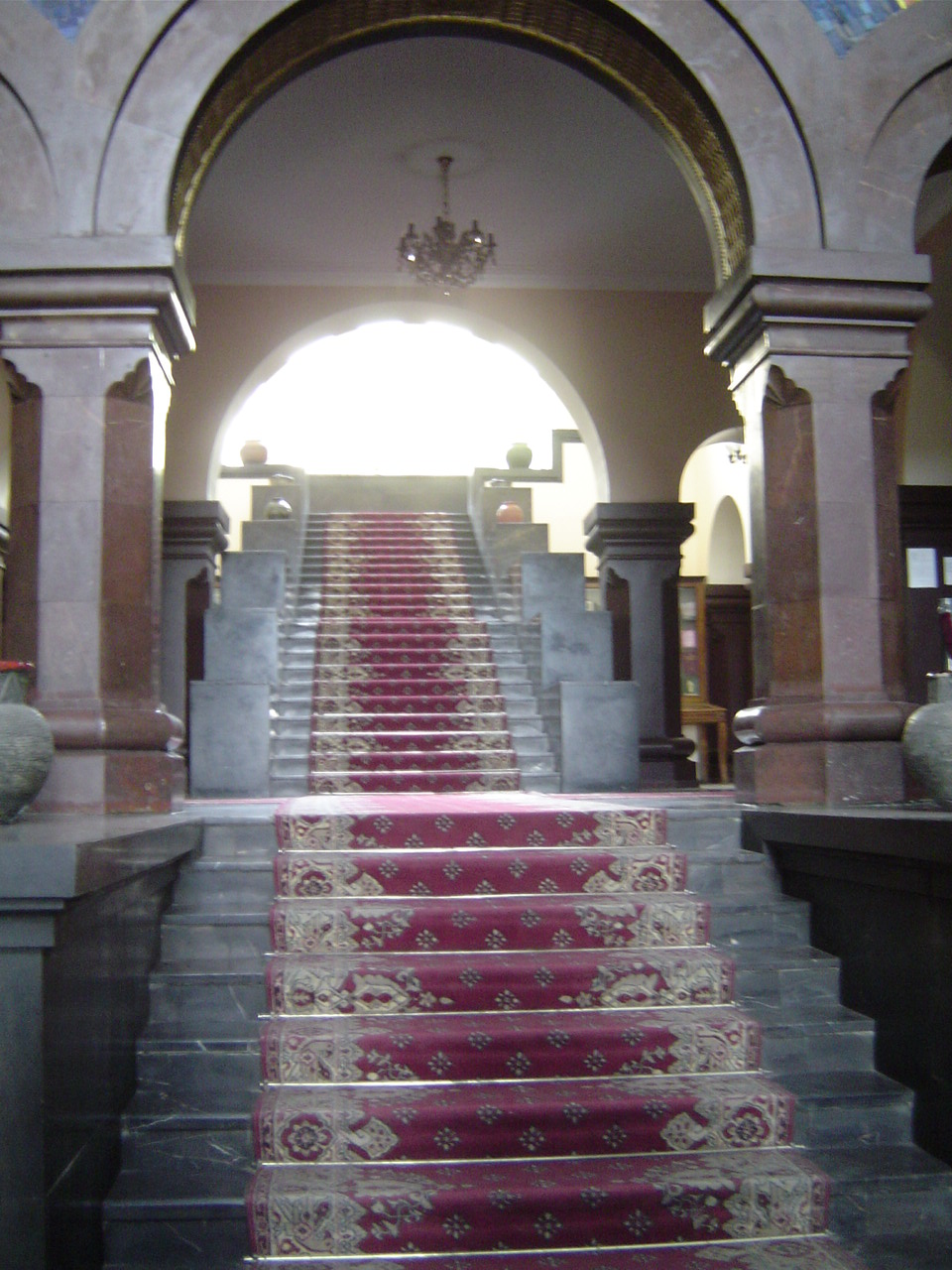
Foto dello scalone principale del complesso.
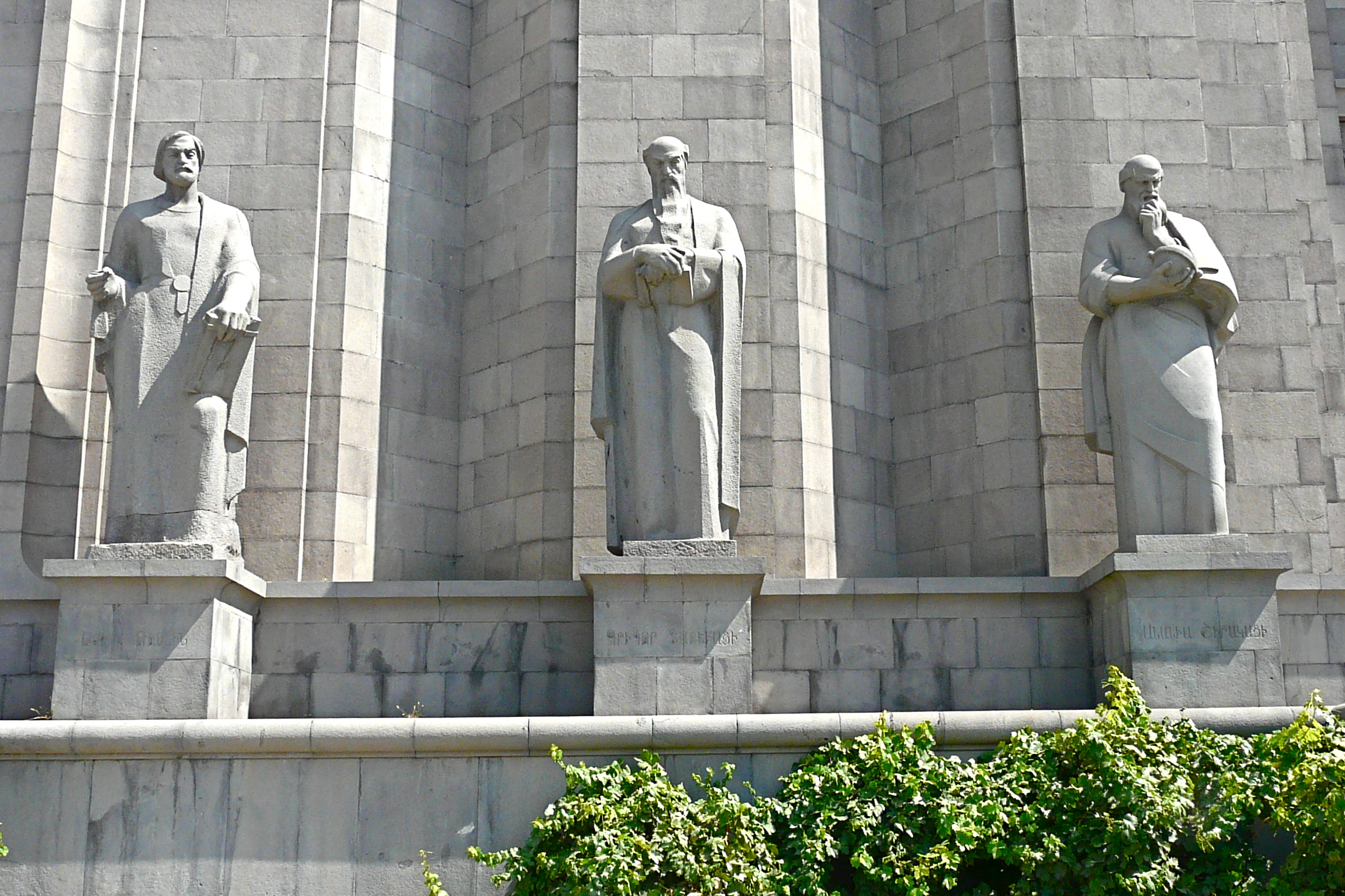
Facciata principale dell'edificio. Da sinistra a destra: Toros Roslin, Grégoire de Tatev, Anania de Shirak.
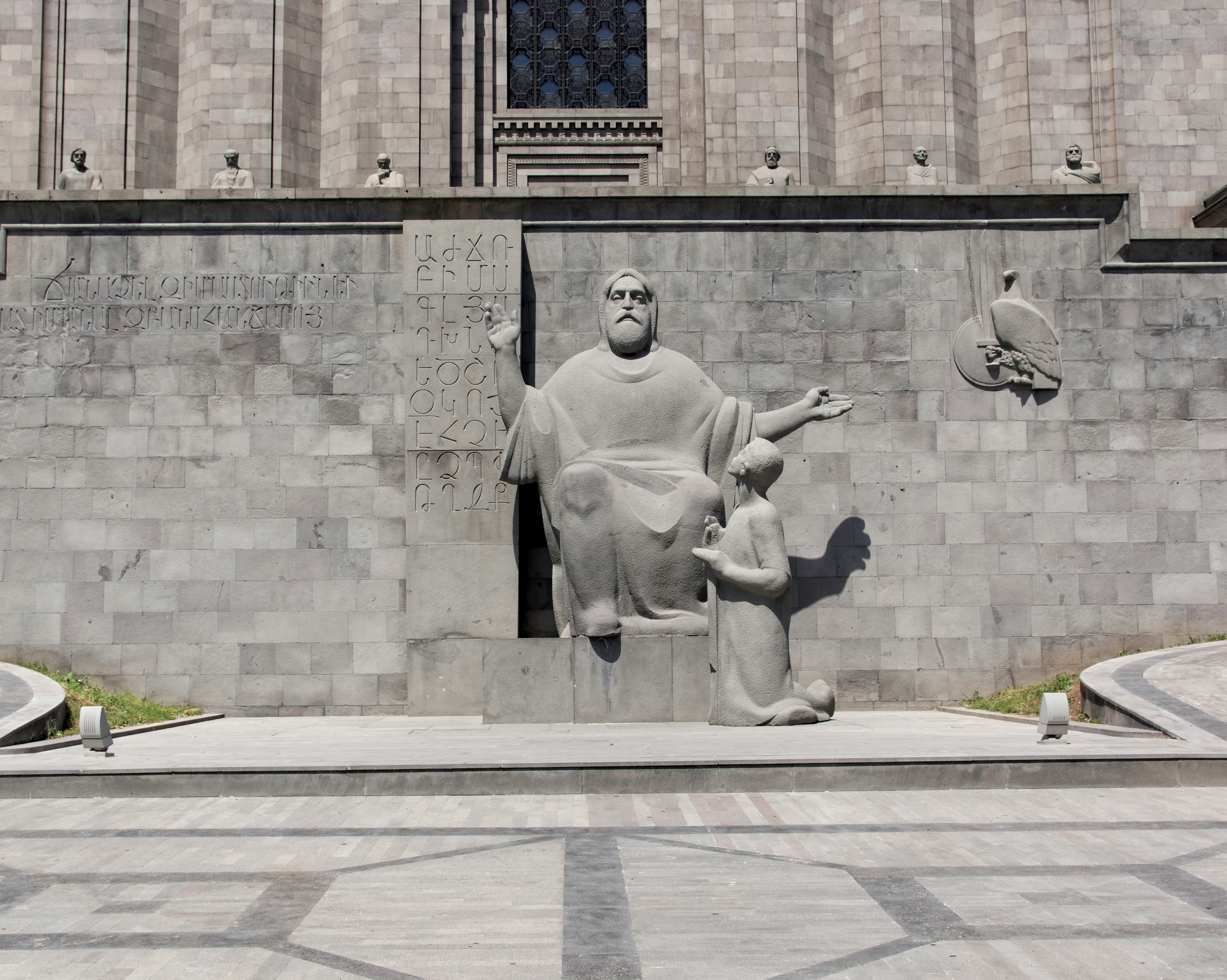
Mesrop Mashtots e il discepolo Koryun.
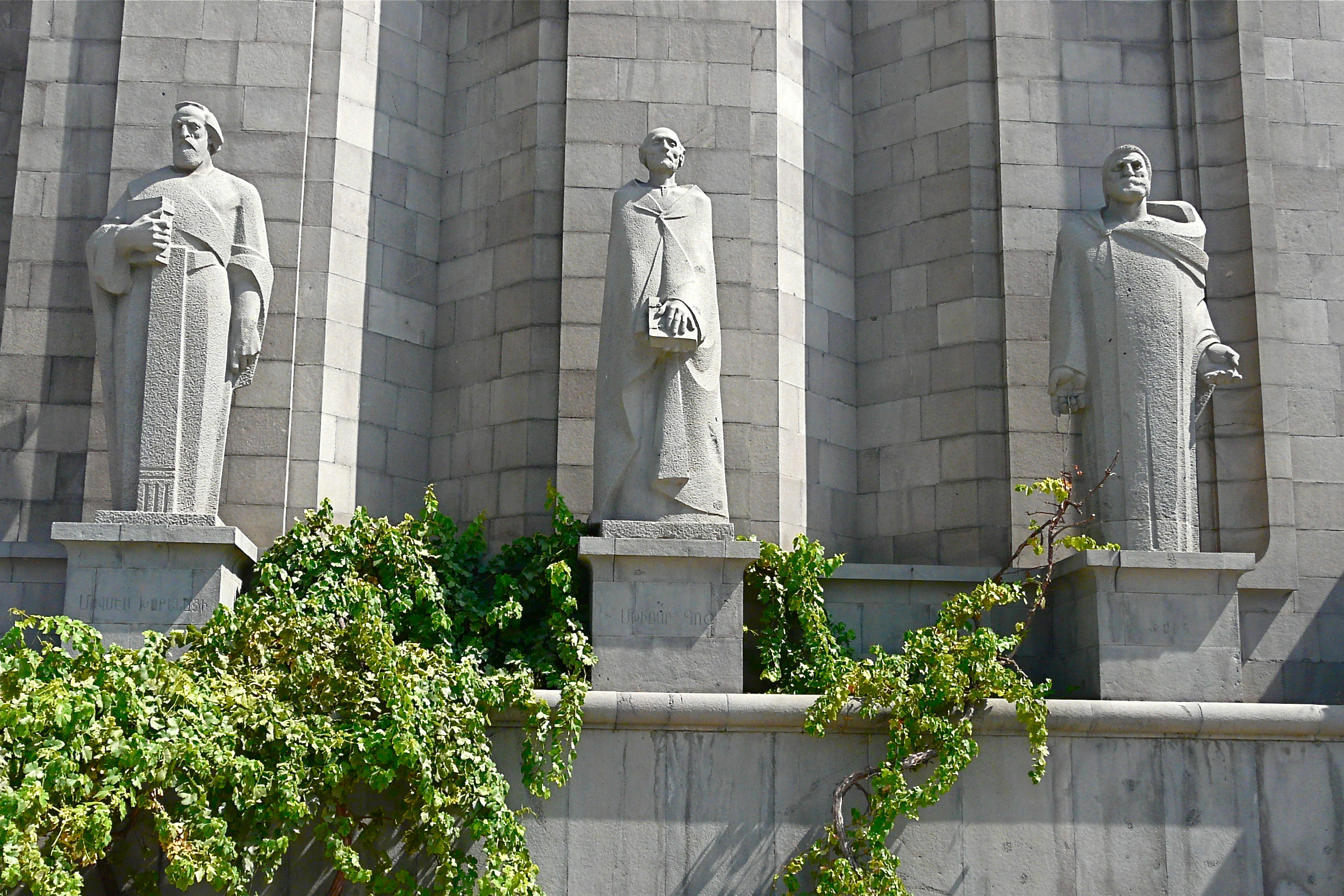
Facciata principale dell'edificio. Da sinistra a destra, Moïse de Khorène, Mkhitar Goch, Frik.